# Sam Taylor-Johnson

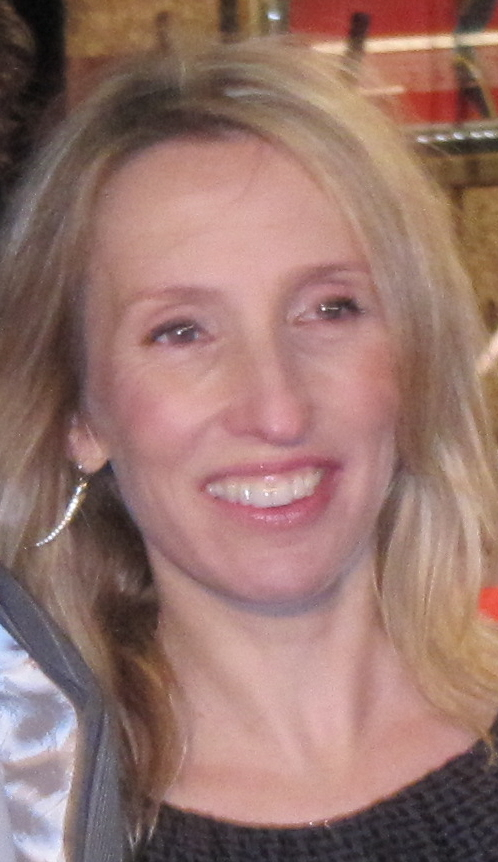
Sam Taylor-Wood

Samantha Louise Taylor-Johnson (abans coneguda com a Samantha Taylor-Wood, 4 de març de 1967 a Croydon) és una artista contemporània especialitzada en fotografia i videoart que es va graduar al Goldsmiths College.

## Biografia
Va néixer a Croydon. El seu pare va marxar de casa quan ella tenia 9 anys, i Samantha es va anar a viure amb la seva mare i el seu padrastre a una comuna new-age. Quan va complir els setze anys, la seva mare la va abandonar. Samantha va tenir problemes en els exàmens i li va costar molt entrar a l'escola d'art, cosa que finalment va aconseguir. Després de dur una discoteca i alternar altres treballs, va començar a realitzar filmacions curtes en vídeo i a prendre fotografies.
El 1995 va contreure matrimoni amb Jay Jopling, i la seva primera filla, Angelica, va néixer el 1997. Poc després, li van diagnosticar un càncer de còlon, que va assolir superar, però el 1999, li van diagnosticar un càncer de pit que va concloure amb una mastectomia. El seu segon fill amb Jopling va néixer el 2006. Taylor-Wood va ser nominada per al Premi Turner el 1998.

## Obra
Alguns dels seus treballs inclouen filmacions de David Beckham dormint, Elton John o Pet Shop Boys. Les seves fotografies s'han exhibit al Museu Guggenheim Nova York, la National Portrait Gallery de Londres i a les millors galeries del món, sent una de les artistes britàniques més aclamades del moment, el que no impedeix als seus detractors opinar que el seu veritable talent es troba en els números de telèfon de la seva agenda.
Una agenda a la qual va donar bon ús en 2004 amb la sèrie de fotografies Crying Men, vint-i-set retrats de coneguts actors masculins (Laurence Fishburne, Sean Penn, Dustin Hoffman, Paul Newman, Willem Dafoe o Robert Downey Jr) als quals va sotmetre a la prova de plorar d'una manera sincera davant el seu càmera. Les imatges ens plantegen la pregunta de quant hi ha de debò i quant de mentida en les seves emocions.